# Пінна флотація

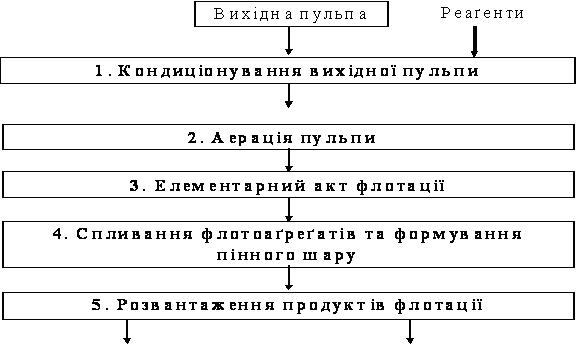
Феноменологічна модель пінної флотації.

Пінна флотація — найпоширеніший різновид флотації.
Пінна флотація основана на здатності погано змочуваних водою мінеральних частинок (гідрофобних) прилипати до бульбашок повітря, які виникають при аерації пульпи. Комплекси «мінерал — повітря» спливають на поверхню пульпи, утворюючи пінний продукт. Змочувані водою мінеральні частинки (гідрофільні) залишаються завислими у пульпі і утворюють камерний продукт. Для підсилення різниці в змочуваності мінеральних частинок пульпа оброблюється спеціальними флотаційними реагентами.

## Феноменологічна схема
Феноменологічна схема пінної флотації відображає послідовність та взаємозв'язок всіх елементарних фізичних та хімічних процесів, які мають місце при проведенні технологічного процесу флотації: кондиціонування, аерації, елементарного акту флотації, спливання флотоаґреґатів та формування пінного шару, вивантаження продуктів флотації.

## Застосування

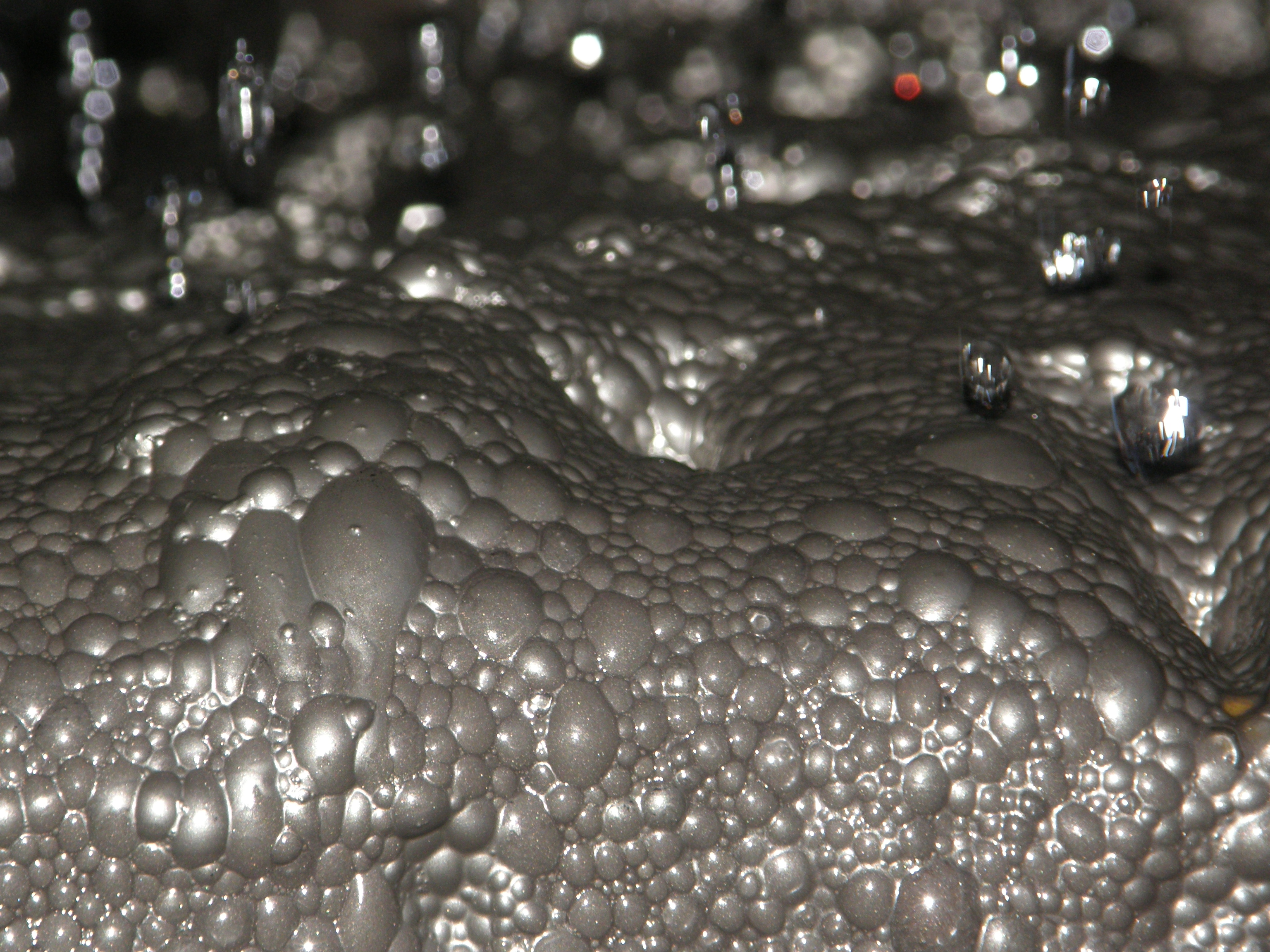
Флотація міді

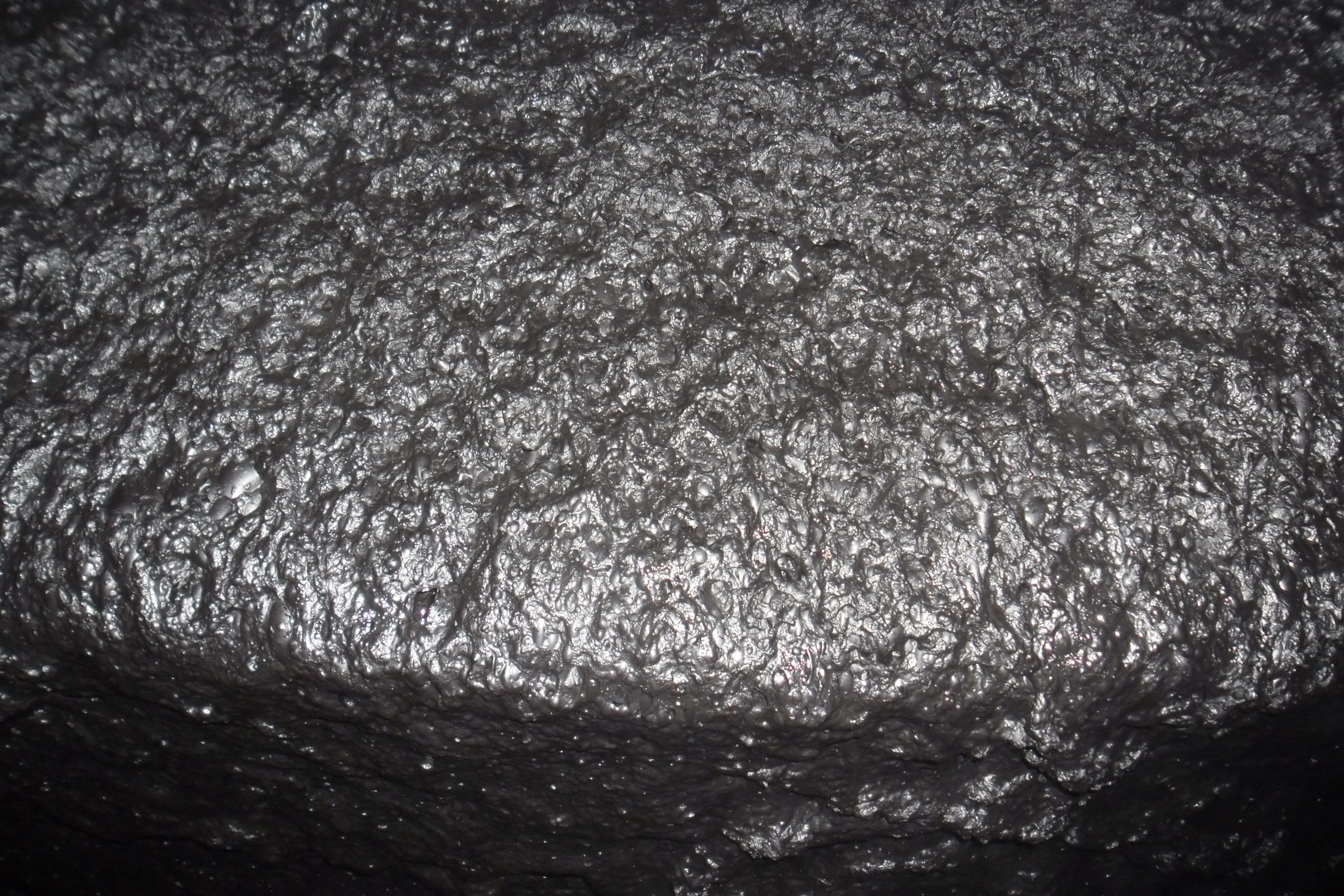
Флотація вугілля.

У процесі пінної флотації оброблені реаґентами частинки виносяться на поверхню води бульбашками повітря, утворюючи пінний шар. Для утворення бульбашок передбачалися різні методи: утворення вуглекислого газу за рахунок хімічної реакції, виділення газу з розчину при зниженні тиску — вакуумна флотація, енергійне перемішування пульпи (механічна флотація), пропускання повітря крізь дрібні отвори (пневматична флотація). Тонкодисперсні бульбашки для флотації з розчинів отримують також при електролітичному розкладі води з утворенням газоподібних кисню і водню (електрофлотація). Різноманітні способи утворення газових бульбашок і комбінації цих способів відповідають різним типам флотаційних машин. Концентрат може бути отриманий пінним (пряма флотація) або камерним продуктом (зворотна флотація); в останньому випадку флотації піддається пуста порода. Для проведення пінної флотації руду подрібнюють до крупності 0,5-1 мм у випадку природно-гідрофобних неметалічних корисних копалин з невеликою густиною (сірка, вугілля, тальк) і до 0,1-0,2 мм для руд металів. Для створення і посилення різниці в гідратованості мінералів, які розділяють, і надання піні достатньої стійкості до пульпи додаються флотаційні реаґенти. Потім пульпа надходить до флотаційних машин. Утворення флотаційних аґреґатів (частинок і бульбашок повітря) — аерофлокул відбувається при зіткненні мінералів з бульбашками, які вводяться до пульпи. Вдосконалення процесу пінної флотації іде шляхом синтезу нових видів флотаційних реаґентів, конс-труювання флотаційних машин, заміни повітря іншими газами (кисень, азот), а також впровадження систем управління параметрами рідкої фази флотаційної пульпи.